# NHL-bajnokok listája
Az alábbiakban az NHL (National Hockey League), az észak-amerikai jégkorong liga bajnokait ismertetjük.

| Év   | Bajnok                     | Bajnok                     |
| 1918 | Toronto Arenas             | Kanada                     |
| 1919 | Ottawa Senators            | Kanada                     |
| 1920 | Ottawa Senators            | Kanada                     |
| 1921 | Toronto St. Patrick's      | Kanada                     |
| 1922 | Ottawa Senators            | Kanada                     |
| 1923 | Ottawa Senators            | Kanada                     |
| 1924 | Ottawa Senators            | Kanada                     |
| 1925 | Hamilton Tigers            | Kanada                     |
| 1926 | Ottawa Senators            | Kanada                     |
| 1927 | Ottawa Senators            | Kanada                     |
| 1928 | New York Rangers           | USA                        |
| 1929 | Boston Bruins              | USA                        |
| 1930 | Montréal Canadiens         | Kanada                     |
| 1931 | Montréal Canadiens         | Kanada                     |
| 1932 | Toronto Maple Leafs        | Kanada                     |
| 1933 | New York Rangers           | USA                        |
| 1934 | Chicago Blackhawks         | USA                        |
| 1935 | Montreal Maroons           | Kanada                     |
| 1936 | Detroit Red Wings          | USA                        |
| 1937 | Detroit Red Wings          | USA                        |
| 1938 | Chicago Blackhawks         | USA                        |
| 1939 | Boston Bruins              | USA                        |
| 1940 | New York Rangers           | USA                        |
| 1941 | Boston Bruins              | USA                        |
| 1942 | Toronto Maple Leafs        | Kanada                     |
| 1943 | Detroit Red Wings          | USA                        |
| 1944 | Montréal Canadiens         | Kanada                     |
| 1945 | Toronto Maple Leafs        | Kanada                     |
| 1946 | Montréal Canadiens         | Kanada                     |
| 1947 | Toronto Maple Leafs        | Kanada                     |
| 1948 | Toronto Maple Leafs        | Kanada                     |
| 1949 | Toronto Maple Leafs        | Kanada                     |
| 1950 | Detroit Red Wings          | USA                        |
| 1951 | Toronto Maple Leafs        | Kanada                     |
| 1952 | Detroit Red Wings          | USA                        |
| 1953 | Montréal Canadiens         | Kanada                     |
| 1954 | Detroit Red Wings          | USA                        |
| 1955 | Detroit Red Wings          | USA                        |
| 1956 | Montréal Canadiens         | Kanada                     |
| 1957 | Montréal Canadiens         | Kanada                     |
| 1958 | Montréal Canadiens         | Kanada                     |
| 1959 | Montréal Canadiens         | Kanada                     |
| 1960 | Montréal Canadiens         | Kanada                     |
| 1961 | Chicago Blackhawks         | USA                        |
| 1962 | Toronto Maple Leafs        | Kanada                     |
| 1963 | Toronto Maple Leafs        | Kanada                     |
| 1964 | Toronto Maple Leafs        | Kanada                     |
| 1965 | Montréal Canadiens         | Kanada                     |
| 1966 | Montréal Canadiens         | Kanada                     |
| 1967 | Toronto Maple Leafs        | Kanada                     |
| 1968 | Montréal Canadiens         | Kanada                     |
| 1969 | Montréal Canadiens         | Kanada                     |
| 1970 | Boston Bruins              | USA                        |
| 1971 | Montréal Canadiens         | Kanada                     |
| 1972 | Boston Bruins              | USA                        |
| 1973 | Montréal Canadiens         | Kanada                     |
| 1974 | Philadelphia Flyers        | USA                        |
| 1975 | Philadelphia Flyers        | USA                        |
| 1976 | Montréal Canadiens         | Kanada                     |
| 1977 | Montréal Canadiens         | Kanada                     |
| 1978 | Montréal Canadiens         | Kanada                     |
| 1979 | Montréal Canadiens         | Kanada                     |
| 1980 | New York Islanders         | USA                        |
| 1981 | New York Islanders         | USA                        |
| 1982 | New York Islanders         | USA                        |
| 1983 | New York Islanders         | USA                        |
| 1984 | Edmonton Oilers            | Kanada                     |
| 1985 | Edmonton Oilers            | Kanada                     |
| 1986 | Montréal Canadiens         | Kanada                     |
| 1987 | Edmonton Oilers            | Kanada                     |
| 1988 | Edmonton Oilers            | Kanada                     |
| 1989 | Calgary Flames             | Kanada                     |
| 1990 | Edmonton Oilers            | Kanada                     |
| 1991 | Pittsburgh Penguins        | USA                        |
| 1992 | Pittsburgh Penguins        | USA                        |
| 1993 | Montréal Canadiens         | Kanada                     |
| 1994 | New York Rangers           | USA                        |
| 1995 | New Jersey Devils          | USA                        |
| 1996 | Colorado Avalanche         | USA                        |
| 1997 | Detroit Red Wings          | USA                        |
| 1998 | Detroit Red Wings          | USA                        |
| 1999 | Dallas Stars               | USA                        |
| 2000 | New Jersey Devils          | USA                        |
| 2001 | Colorado Avalanche         | USA                        |
| 2002 | Detroit Red Wings          | USA                        |
| 2003 | New Jersey Devils          | USA                        |
| 2004 | Tampa Bay Lightning        | USA                        |
| 2005 | Játékossztrájk („lockout”) | Játékossztrájk („lockout”) |
| 2006 | Carolina Hurricanes        | USA                        |
| 2007 | Anaheim Ducks              | USA                        |
| 2008 | Detroit Red Wings          | USA                        |
| 2009 | Pittsburgh Penguins        | USA                        |
| 2010 | Chicago Blackhawks         | USA                        |
| 2011 | Boston Bruins              | USA                        |
| 2012 | Los Angeles Kings          | USA                        |
| 2013 | Chicago Blackhawks         | USA                        |
| 2014 | Los Angeles Kings          | USA                        |
| 2015 | Chicago Blackhawks         | USA                        |
| 2016 | Pittsburgh Penguins        | USA                        |